# Contrapò
Contrapò è una frazione di Ferrara di 290 abitanti, facente parte della Circoscrizione 4.
Il toponimo deriva da contra Padum, cioè contro il Po.
Il borgo ha origini molto antiche e viene menzionato da un diploma del 998 di Ottone III, residente a Ravenna, il quale cede le terre di "Contrapadum" a Martino arciprete e a Bernardo arcidiacono della chiesa di Ferrara. Nel 1055 il borgo viene sottratto al controllo dell'arciprete e passa sotto la giurisdizione del vescovo di Ferrara, grazie ad una bolla di Papa Vittore II, che riconosce la villa di Contrapò fra quelle pertinenti alla giurisdizione ferrarese.

## Monumenti e luoghi d'interesse

### Architetture religiose
- Chiesa di San Martino Vescovo